# Presqu'Ile de Crozon
Presqu'Ile de Crozon este o arie protejată (sit de importanță comunitară — SCI) din Franța întinsă pe o suprafață de 4.417 ha, din care 24 % marine.

## Localizare
Centrul sitului Presqu'Ile de Crozon este situat la coordonatele 48°14′33″N 4°32′38″W / 48.2425°N 4.54389°V.

## Înființare
Situl Presqu'Ile de Crozon a fost declarat arie specială de conservare în baza directivei 92/43 din 1992 referitoare la conservarea habitatelor naturale și a faunei și florei sălbatice pentru a proteja 3 specii de plante și 12 specii de animale.

## Biodiversitate
Situată în ecoregiunea atlantică, aria protejată conține 22 de habitate naturale: Dune de coastă fixe cu vegetație erbacee („dune gri”), Depresiuni intradunale umede, Turbării active, Mlaștini calcaroase cu Cladium mariscus și specii de Caricion davallianae, Peșteri marine scufundate complet sau parțial, Lagune de coastă, Vegetație perenă pe țărmurile stâncoase, Dune mobile cu vegetație embrionară, Pajiști umede atlantice temperate cu Erica ciliaris și Erica tetralix, Mlaștini oligotrofe degradate, capabile încă de regenerare naturală, Ape puternic oligomezotrofe cu vegetație bentonică cu Chara spp., Terase mlăștinoase și terase nisipoase neacoperite de apă la reflux, Pajiști cu Molinia pe soluri calcaroase, turboase sau argilos-nămoloase (Molinion caeruleae), Pante stâncoase silicioase cu vegetație casmofită, Vegetație anuală la limita mareei, Dune mobile de-a lungul țărmului cu Ammophila arenaria („dune albe”), Liziere de ierburi înalte hidrofile de câmpie și de nivel montan până la alpin, Pajiști uscate europene, Recifuri, Faleze cu vegetație de pe coastele atlantice și baltice, Salicornia și alte specii anuale care populează regiunile mlăștinoase și nisipoase, Pășuni atlantice udate de apa mării (Glauco-Puccinellietalia maritimae).
La baza desemnării sitului se află mai multe specii protejate:
- plante (3): moșișoare (Liparis loeselii), Rumex rupestris, Trichomanes speciosum
- mamifere (6): liliac cârn (Barbastella barbastellus), Halichoerus grypus, vidră de râu (Lutra lutra), liliac cu urechi mari (Myotis bechsteinii), liliac cărămiziu (Myotis emarginatus), liliacul mare cu potcoavă (Rhinolophus ferrumequinum)
- nevertebrate (6): Coenagrion mercuriale, Elona quimperiana, fluturele auriu (Euphydryas aurinia), Euplagia quadripunctaria, rădașcă (Lucanus cervus), Oxygastra curtisii

Pe lângă speciile protejate, pe teritoriul sitului au mai fost identificate 19 specii de plante, 2 specii de păsări, 3 specii de amfibieni, 4 specii de mamifere, 1 specie de nevertebrate.